# دانشکده پزشکی بیلر

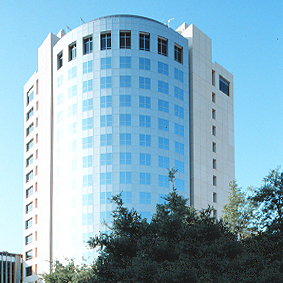
دانشکده پزشکی بیلر در هیوستون، تگزاس

دانشکده پزشکی بیلر (به انگلیسی: Baylor College of Medicine) یکی از معتبرترین دانشکده‌های علوم پزشکی در آمریکا و جهان به حساب می‌آید. این دانشکده در هیوستون واقع در ایالت تگزاس آمریکا قرار دارد و از سال ۱۹۶۹ از دانشگاه بیلر مستقل شده‌است.
ابراهیم یزدی مدتی از محققان این دانشکده بود.